# Eremurus roseolus
Eremurus roseolus är en grästrädsväxtart som beskrevs av Aleksei Ivanovich Vvedensky. Eremurus roseolus ingår i släktet Eremurus och familjen grästrädsväxter. Inga underarter finns listade i Catalogue of Life.